# オオミズナギドリ
オオミズナギドリ（大水薙鳥、Calonectris leucomelas）は、ミズナギドリ目ミズナギドリ科オオミズナギドリ属に分類される鳥類。日本のミズナギドリ科のなかでは最大種で、日本では春から秋にかけて最も普通にみられるミズナギドリ類であり、よく陸からも観察される。

## 分布
西太平洋北部の温帯域で、ミズナギドリ科のうち唯一繁殖し、夏鳥として日本近海、黄海、台湾周辺の島嶼に分布する。
日本では、夏季に北海道（渡島大島）から八重山諸島（仲御神島）にかけての離島で繁殖し、韓国では、済州道の管轄となる泗水島に大繁殖地があり、他の島々でも少数が繁殖する。冬季になるとフィリピンやオーストラリア北部周辺へ南下し越冬するが、日本の近海に残るものもある。
南下する一部には、マレーシアよりマラッカ海峡をとおって、スリランカ周辺の海域に渡るものもある。オーストラリア北部の沿岸沖には、11-3月に多く分布し、東海岸にはウロンゴン沿岸付近まで1-3月ぐらいに見られ、同様に西海岸ではジェラルトン辺りまで夏鳥として渡来している。繁殖北限はピョートル大帝湾のカラムジン島。

## 形態
全長48cm (46-51cm)、翼開長120cm (110-122cm)。体長や翼開長はウミネコと同じぐらいであるが、飛翔時には翼がカモメ類より細長く見える。体重440-545g。ミズナギドリ科では大型種であることが和名の由来。
雌雄同色であり、上面は暗褐色の羽毛で覆われ、羽毛の外縁（羽縁）が淡色で、白い波状の斑紋が入っているように見える。大雨覆や次列風切は淡褐色で、飛翔時には不明瞭なアルファベットの「M」字状に見える。頭部は白い羽毛に不明瞭な褐色の斑紋や斑点が点在する。尾羽は黒または黒褐色。体下面は白い羽毛で覆われる。翼下面は白いが、初列下雨覆の外側（外弁）や風切羽下面は黒または黒褐色。
嘴の色彩はピンク色がかった淡青色で、先端に黒みがある。足はピンク色。

## 生態
地表から飛翔することができず、斜面を使って助走したり、断崖や樹上から飛び降りたりしなければ飛び立てないとされることもあるが、岩手県の三貫島や伊豆諸島の御蔵島の繁殖地では、地面から羽ばたいて飛び立つのが観察されている。飛び立てない理由として体重の重さや、翼の長さと足の短さなどが挙げられることもあるが、他のミズナギドリ目の鳥類と比べてとくに体形が大きく違うわけでもない。
繁殖期のほかは海上で生活する。主に滑翔して、ゆっくりとした羽ばたきを交えながら、海面低くを左右に翼を傾けて飛びまわり、餌の群れを見つけると遠くからもたくさん集まる。
食性は動物食で、魚類や軟体動物などを食べる。水面を泳ぎながら水面近くにいる獲物を捕らえたり、浅く潜水して捕らえる。とくにカタクチイワシを多く利用することが報告されている。海面からは翼を広げて羽ばたきながら風上に向かい助走して飛翔する。
ほとんど海上で鳴くことはないが、夜間の営巣地では鳴き声や翼の音で騒がしくなる。鳴き声は、ピーウィーピーウィー（雄）、グワーェグワーェ（雌）など。

### 繁殖
2-3月に集団繁殖地に飛来して、平地や斜面を問わず森林に90-100cmの横穴を掘り、奥を20-30cm × 10-20cmに広げて、枯葉などを敷いた巣に、6-7月に1回に1個の卵を産む。巣穴形状は「棒状型」「くの字型」「迷路型」など様々である。卵の大きさは6.25-7.22cm × 4.2-4.7cmで白色無斑。雌雄が昼夜交代で抱卵し、抱卵期間は52-54日。雛は孵化してから70-90日で巣立つ。
抱卵や抱雛をしないほうの親鳥は未明から海上に出て餌を探し、日没後に巣穴に戻って雛に給餌する。時速およそ35kmで飛び、巣に戻るまでにかかる時間を考えて餌場から帰巣し、門限を守る習性がある。
10月（孵化後2か月）には、雛は親鳥より体重が重くなり、1.5倍にもなる。やがて親鳥が雛を残して島を離れた後も、雛は約3週間にわたって蓄えた脂肪で成長し、11月下旬から12月上旬に島より渡去する。

## 人間との関係
太平洋戦争の戦前、戦中、戦後の期間、日本各地の繁殖地では羽毛が利用されたり、食用とされることもあった。沖縄県仲の神島では組織的な捕獲事業が行われ生息数は大きく減少したが、御蔵島では住民らが厳しい自主規制のもと保護し捕獲を行った。池田真次郎の『森林と野鳥の生態』によると御蔵島では年に一度巣立ち前の雛を捕獲し、皮からは油を搾り、肉は塩漬、骨と内臓は挽いて塩辛にしたという。また、糞が堆積し化石化してできたグアノは肥料として利用された。御蔵島では本種を「カツオドリ」と呼びならわしているが、「カツオドリ」の標準和名を持つ鳥は別にあり、オオミズナギドリとは目レベルで異なる（ペリカン目）全くの別種である。
日本では、1924年に京都府舞鶴市の冠島が「オオミズナギドリ繁殖地」、1928年に北海道松前町の渡島大島が「オオミズナギドリ繁殖地」、1935年に岩手県釜石市の三貫島が「三貫島オオミズナギドリおよびヒメクロウミツバメ繁殖地」、1938年に島根県西ノ島町の星神島が「星神島オオミズナギドリ繁殖地」、1940年に島根県西郷町（現:隠岐の島町）の沖ノ島が「沖島オオミズナギドリ繁殖地」、1972年に新潟県粟島浦村の粟島が「粟島のオオミズナギドリおよびウミウ繁殖地」として繁殖地が国の天然記念物に指定されている。
京都府の府鳥に指定されている
。
御蔵島では、人間が持ち込んだ猫が野生化したことにより、年3万羽以上が捕食されていると推計されている。対策として、猫の捕獲、島外への持ち出し等が行われている。